# Johnny Hansen (Fußballspieler, 1943)
Johnny Hansen (* 14. November 1943 in Vejle) ist ein ehemaliger dänischer Fußballspieler.

## Karriere

### Vereine
Aus der Jugend von Vejle BK hervorgegangen, spielte Hansen von 1962 bis 1968 für den Erstligisten Vejle BK, ehe er nach Deutschland zum Bundesligisten 1. FC Nürnberg wechselte. Sein Bundesligadebüt endete am 17. August 1968 (1. Spieltag) mit einer 1:4-Niederlage im Heimspiel gegen den ein Jahr zuvor aufgestiegenen Bundesliganeuling Alemannia Aachen. Und wieder war es der TSV Alemannia Aachen, an den Hansen keine gute Erinnerung haben sollte: Im Rückspiel am 11. Januar 1969 erzielte er auf dem Tivoli sein erstes Bundesligator – ein Eigentor zum zwischenzeitlichen 1:3 in der 68. Minute. Die Alemannen gewannen schließlich mit 4:2.
Hansen stieg am Ende der Saison mit dem amtierenden Deutschen Meister in die Regionalliga Süd ab – einzigartig bis heute. Nach 34 von 38 Zweitliga-Spielen und fünf Toren für den 1. FC Nürnberg wechselte Hansen zu Saisonbeginn 1970/71 zum FC Bayern München zurück in die Bundesliga und blieb dort bis 1976.
Für die Münchner bestritt er 164 Bundesligaspiele und erzielte dort auch seine einzigen Bundesligatore – sieben insgesamt. Das erste gelang ihm bereits am 15. August 1970 (1. Spieltag) beim 1:1-Unentschieden im Auswärtsspiel gegen den VfB Stuttgart mit dem Führungstreffer in der 22. Minute.
Des Weiteren wurde er in 27 DFB-Pokal-Spielen (1 Tor) und 39 Europapokal-Spielen (2 Eigentore – jeweils zu Hause – gegen Dynamo Dresden und den 1. FC Magdeburg) eingesetzt.
Nach acht überaus erfolgreichen Jahren in Deutschland kehrte Hansen nach Dänemark zurück. Für seinen ehemaligen Verein absolvierte er noch einmal drei Spielzeiten, bestritt am 5. November 1978, beim 5:1-Sieg im Heimspiel gegen Køge BK, sein letztes von 150 Ligaspielen und krönte die Saison mit der Meisterschaft.

### Nationalmannschaft
Hansen debütierte im Nationaltrikot am 9. Juni 1965 in Jyväskylä, als er mit der U21-Nationalmannschaft in einem Test-Länderspiel mit 0:1 gegen die U-21 Finnlands verlor. Sein letztes Spiel in dieser Auswahlmannschaft bestritt er 10 Tage später in Skövde beim 0:0-Unentschieden gegen die U-21 Schwedens.
Für die A-Nationalmannschaft bestritt er 45 Länderspiele, erstmals am 26. September 1965 in Oslo beim 2:2-Unentschieden gegen die Norwegische Nationalmannschaft, letztmals am 28. Juni 1978 in Reykjavík beim 0:0-Unentschieden gegen die Isländische Nationalmannschaft. Seine einzigen Länderspieltore erzielte er am 26. Oktober 1966 beim 3:1-Sieg gegen die Israelische Nationalmannschaft in Kopenhagen, am 22. Oktober 1967 beim 3:0-Sieg gegen Finnlands Nationalmannschaft in Kopenhagen und am 30. Januar 1977 beim 4:1-Sieg gegen die Nationalmannschaft Gambias in Banjul.

## Erfolge
- Dänischer Meister 1978
- Dänischer Pokal-Sieger 1977
- Weltpokal-Sieger 1976
- Europapokal-Sieger der Landesmeister 1974, 1975, 1976
- Deutscher Meister 1972, 1973, 1974
- DFB-Pokal-Sieger 1971

## Auszeichnungen
- Fußballer des Jahres in Dänemark 1967